# Ancienne sous-préfecture de Coutances
L'ancienne sous-préfecture de Coutances, ou hôtel Mailler de Milly, est un édifice situé au sud-ouest du centre-ville de Coutances, en France.

## Localisation
Le monument est situé dans le département français de la Manche, sur le territoire de la commune de Coutances, au no 40 de la rue Quesnel-Morinière.

## Architecture
Les façades et les toitures sur rue et sur cour y compris le portail d'entrée de l'immeuble sont inscrits au titre des monuments historiques le 8 mai 1973.